# Estadio Baba Yara
El Estadio Baba Yara (también conocido como Estadio Deportivo de Kumasi; en inglés: Kumasi Sports Stadium) es un estadio multiusos que se encuentra en Kumasi (Ghana). Se usa para la práctica de fútbol y de atletismo. Tiene una capacidad de 40 528 personas, siendo el estadio más grande de Ghana.

## Historia
Fue construido por la United African Company e inaugurado en 1959 con el nombre de Kumasi Sports Stadium. Se le cambió el nombre en honor a Baba Yara, uno de los mejores futbolistas de la historia de Ghana que jugó en el Asante Kotoko FC y fue 49 veces internacional (años 50-60). 
El estadio ha sido remodelado en tres ocasiones: 1971, 1977 (reconstrucción) y 2007. Tras la última remodelación, de cara a la celebración de la Copa Africana de Naciones 2008, se realizó una ceremonia de inauguración que finalizó con la disputa de un encuentro amistoso entre las selecciones juveniles de Ghana y Costa de Marfil.
En este estadio se disputaron siete partidos de la Copa Africana de Naciones 1978 y otros siete en la edición de 2000. En la edición de 2008 se disputaron ocho encuentros.

## Situación
El estadio se encuentra en la avenida Hudson Road, en Kumasi (Ghana).